# Турнір пам'яті Валерія Лобановського 2010
Турнір пам'яті Валерія Лобановського 2010 — восьмий офіційний турнір пам'яті Валерія Лобановського, що проходив у Києві з 10 по 11 серпня 2010 року. Вперше на турнірі взяли участь молодіжні збірні віком до 20 років. Переможцем стала молодіжна збірна Росії.

## Учасники
У турнірі взяли участь чотири збірні:
- Україна (U-20) (господарі)
- Туреччина (U-20)
- Росія (U-20)
- Іран (U-20)

## Регламент
Кожна з команд стартувала з півфіналу, переможці яких виходили до фіналу, а клуби, що програли зіграли матч за 3-тє місце.

## Матчі

### Півфінали
| 10 серпня 2010 18:00 |

| Україна (U-20)                           | 2:4      | Іран (U-20)                                       |
| ---------------------------------------- | -------- | ------------------------------------------------- |
| Володимир Гудима 36' Андрій Богданов 56' | Протокол | Паям Садегіан 12' Кавім 26' Алішан 31' Гарібі 67' |

| «Система» (Бородянка) |

| 10 серпня 2010 18:00 |

| Росія (U-20)     | 1:0      | Туреччина (U-20) |
| ---------------- | -------- | ---------------- |
| Артем Кулєша 52' | Протокол |                  |

| НТК ім. Баннікова (Київ) |

### Матч за 3-тє місце
| 11 серпня 2010 18:00 |

| Україна (U-20)                                 | 2:1      | Туреччина (U-20)         |
| ---------------------------------------------- | -------- | ------------------------ |
| Андрій Богданов 45+1' Василь Прийма 48' (пен.) | Протокол | Темур Парцванія 26' (аг) |

| «Система» (Бородянка) |

### Фінал
| 11 серпня 2010 18:00 |

| Росія (U-20)                           | 2:1      | Іран (U-20) |
| -------------------------------------- | -------- | ----------- |
| Тарас Бурлак 39' Мухаммад Султонов 89' | Протокол | ? 22'       |

| «Динамо» ім. В. Лобановського (Київ) |

## Переможець
| Володар Кубка Лобановського |
| --------------------------- |
| Росія (U-20) 1-й титул      |

## Бомбардири

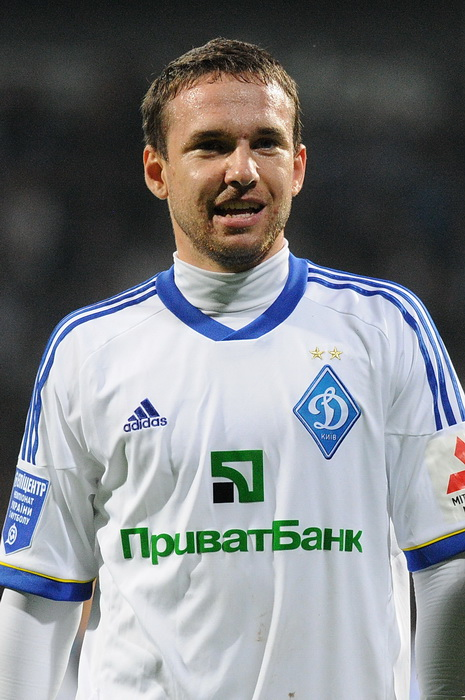
Андрій Богданов

### 2 голи
- Андрій Богданов

### 1 гол
10 гравців

### Автогол
- Темур Парцванія

## Склади

### Україна
Воротарі: Максим Коваль (Динамо), Ігор Березовський (Оболонь), Ігор Левченко (Олімпік Донецьк);
Захисники: Виталій Федотов, Ярослав Олійник (обидва — Шахтер), Темур Парцванія, Сергій Люлька (обидва — «Динамо»), Юрій Путраш, Ігор Пластун (обидва — «Оболонь»), Кирило Петров («Кривбас»), Олег Поліщук (ПФК Севастополь), Ігор Чайковський (Зоря), Андрій Нестеров («Металург» Запоріжжя);
Півзахисники: Максим Імереков, Дмитро Гречишкін (обидва — «Шахтар»), Сергій Рибалка («Динамо»), Дмитро Хомченовський («Кривбас»), Євген Шахов («Днепр»), Андрій Богданов («Арсенал»), Василь Прийма («Металург» Донецьк), Володимир Гудима («Карпати»), Артем Громов («Ворскла»);
Нападники: В'ячеслав Турчанов, Антон Шевчук (обидва — «Оболонь»), Євген Павлов («Волинь»), Віктор Сахнюк («Арсенал»).